# Aurelio Sabattani
Aurelio Sabattani (Casalfiumanese, 18 oktober 1912 – Vaticaanstad, 19 april 2003) was een Italiaans geestelijke en kardinaal van de Katholieke Kerk.

Sabattani bezocht het diocesaan seminarie van Imola en het Seminarie Benedetto XV in Bologna. Aan het pauselijke Athenaeum San Apollinare promoveerde hij in de beide rechten, met het proefschrift De vita et operibus Alexandri Tartagni de Imola. Hij werd op 26 juli 1935 priester gewijd. Na een kort verblijf aan het Staatssecretariaat van de Heilige Stoel, keerde hij in 1940 terug naar Imola. Hier werd hij bisschoppelijk kanselier, docent aan het seminarie en – later – kanunnik van het kapittel van de kathedraal van Bologna. Op 31 januari 1955 werd hij benoemd tot auditor bij de Sacra Rota Romana.
Op 24 juni 1965 benoemde paus Paulus VI hem tot titulair aartsbisschop van Giustiniana Prima en tot prelaat van Loreto en pauselijk delegaat van het Heiligdom van het Heilig Huis in Loreto. In 1971 nam hij hier ontslag en werd secretaris van de Hoogste Rechtbank van de Apostolische Signatuur en vicaris van de kardinaal-aartspriester van de Sint-Pietersbasiliek. Op 17 mei 1982 benoemde paus Johannes Paulus II hem tot pro-prefect van de Apostolische Signatuur en tot vicepresident van het Hof van Beroep.
Tijdens het consistorie van 2 februari 1983 werd hij kardinaal gecreëerd. Hij kreeg de Sant'Apollinare alle Terme Neroniane-Alessandrine als titeldiakonie. Hij werd meteen prefect van de Hoogste Rechtbank, aartspriester van de Sint-Pieter en president van de Kerkfabriek van Sint Pieter. In 1991 nam hij – op grond van zijn leeftijd – ontslag uit al zijn functies.

## Bron
- Biografische aantekening met foto op The Cardinals of the Holy Roman Church

- Bibliothèque nationale de France: cb12847191r (data)
- Gemeinsame Normdatei: 119006243
- International Standard Name Identifier: 0000 0001 0908 3541
- Library of Congress Control Number: n86821315
- Nederlandse Thesaurus van Auteursnamen: 073036315
- Istituto Centrale per il Catalogo Unico: RAVV045421
- Système universitaire de documentation: 08475625X
- Virtual International Authority File: 63042176
- WorldCat: E39PBJqQryQTjC6PGyDrJVdbBP